# Dino Corak
Dino Corak (* 8. Dezember 1994 in Aschaffenburg) ist ein ehemaliger kroatisch-deutscher Handballspieler. Der 1,94 m große Kreisläufer spielte zuletzt in der Bundesliga beim Handball Sport Verein Hamburg.

## Karriere
Corak begann seine Karriere bei dem TV Glattbach. Dort durchlief er alle Jugendmannschaften und spielte ab 2012 für die 1. Herrenmannschaft. Im Jahr 2014 wechselte er zu dem Drittligisten TV Kirchzell, wo er in der Saison 2016/17 Kapitän war. 
Ab der Saison 2017/18 stand Corak beim TV Großwallstadt unter Vertrag. Im Januar 2024 wechselte er zum Bundesligisten Handball Sport Verein Hamburg. Nach der Saison 2023/24 verließ er Hamburg wieder. Nachdem Corak anschließend kein Handball gespielt hatte, wurde er im Oktober 2024 vom Handball Sport Verein Hamburg reaktiviert, um den verletzungsbedingten Ausfall von Andreas Magaard zu kompensieren. Im November 2024 gab er sein endgültiges Karriereende bekannt.